# Transportarbete

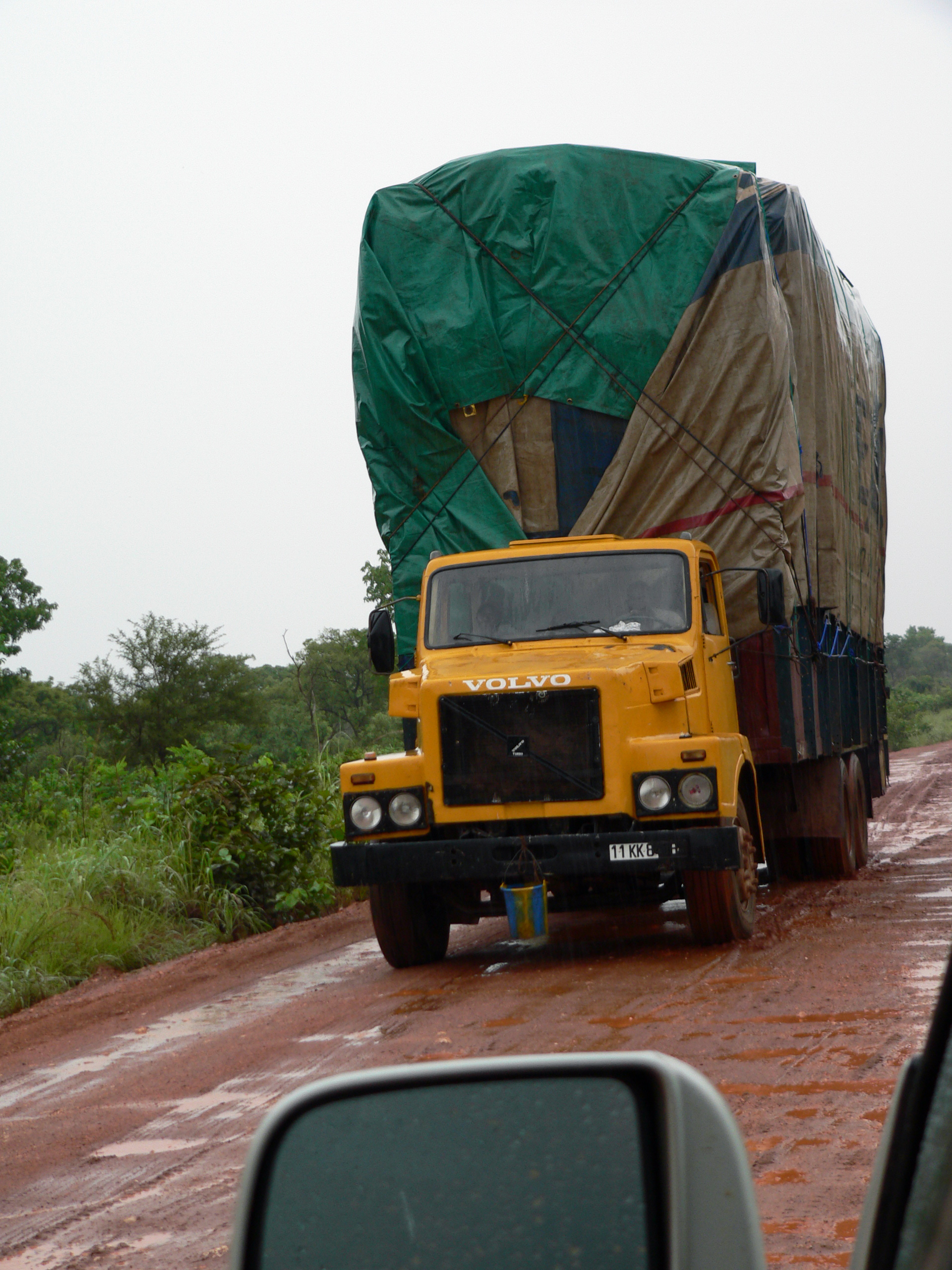
Mycket last per bil ger högre tonkilometer

Transportarbete är ett mått på vad vi får ut från transportsystemet i form av transport av personer
och varor

.
Transportarbete delas in i persontransportarbete och godstransportarbete. Persontransportarbetet mäts i personkilometer - antal personer som färdas i till exempel ett fordon,  multiplicerat med antalet resta kilometer för var och en. Godstransportarbetet mäts i tonkilometer - varje godsenhets massa i ton multiplicerat med transportsträckan i kilometer för var och en.
Transportarbete förväxlas ofta med trafikarbete.